# Saudiarabiens Grand Prix 2021
Saudiarabiens Grand Prix 2021, officiellt Formula 1 STC Saudi Arabian Grand Prix 2021, var ett Formel 1-lopp som kördes den 5 december 2021 på Jeddah Corniche Circuit i Jeddah i Saudiarabien. Loppet var det tjugoförsta loppet ingående i Formel 1-säsongen 2021 och kördes över 50 varv.
Detta var det första Formel 1-loppet som kördes i Saudiarabien.

## Ställning i mästerskapet före loppet
| Pos. | Förare          | Poäng |
| ---- | --------------- | ----- |
| 1    | Max Verstappen  | 351,5 |
| 2    | Lewis Hamilton  | 343,5 |
| 3    | Valtteri Bottas | 203   |
| 4    | Sergio Pérez    | 190   |
| 5    | Lando Norris    | 153   |

| Pos. | Konstruktör      | Poäng |
| ---- | ---------------- | ----- |
| 1    | Mercedes         | 546,5 |
| 2    | Red Bull-Honda   | 544,5 |
| 3    | Ferrari          | 297,5 |
| 4    | McLaren-Mercedes | 258   |
| 5    | Alpine-Renault   | 137   |

- Notering: Endast de fem bästa placeringarna i vardera mästerskap finns med på listorna.

## Träningspass
I det första träningspasset var Lewis Hamilton för Mercedes snabbast följt av Red Bulls Max Verstappen och Mercedes-föraren Valtteri Bottas.
I det andra träningspasset var Lewis Hamilton snabbast följt av Valtteri Bottas och Pierre Gasly för Alpha Tauri. Med endast 5 minuter kvar av träningspasset körde Charles Leclerc för Ferrari in i barriären efter att ha tappat kontrollen av bakre delen av sin bil. Röd flagga utlöstes och träningspasset blåstes av då det endast var ett par minuter kvar.
I det tredje träningspasset var Max Verstappen för Red Bull snabbast följt av Lewis Hamilton och Sergio Pérez.

## Kvalet
Lewis Hamilton tog pole position följt av stallkamraten Valtteri Bottas på andraplats. Max Verstappen var på ett snabbt flygande varv och såg ut att ta pole position men körde in i barriären i den 27 kurvan och skadade bilen. Trots detta hade Verstappen en tid som placerade honom på tredjeplatsen.
| Pos.           | Nr. | Förare             | Konstruktör               | Kvaltider | Kvaltider | Kvaltider | Start- grid |
| Pos.           | Nr. | Förare             | Konstruktör               | Q1        | Q2        | Q3        | Start- grid |
| -------------- | --- | ------------------ | ------------------------- | --------- | --------- | --------- | ----------- |
| 1              | 44  | Lewis Hamilton     | Mercedes                  | 1:28,466  | 1:27,712  | 1:27,511  | 1           |
| 2              | 77  | Valtteri Bottas    | Mercedes                  | 1:28,057  | 1:28,054  | 1:27,622  | 2           |
| 3              | 33  | Max Verstappen     | Red Bull-Honda            | 1:28,285  | 1:27,953  | 1:27,653  | 3           |
| 4              | 16  | Charles Leclerc    | Ferrari                   | 1:28,310  | 1:28,459  | 1:28,054  | 4           |
| 5              | 11  | Sergio Pérez       | Red Bull-Honda            | 1:28,021  | 1:27,946  | 1:28,123  | 5           |
| 6              | 10  | Pierre Gasly       | Alpha Tauri-Honda         | 1:28,401  | 1:28,314  | 1:28,125  | 6           |
| 7              | 4   | Lando Norris       | McLaren-Mercedes          | 1:28,338  | 1:28,344  | 1:28,180  | 7           |
| 8              | 22  | Yuki Tsunoda       | Alpha Tauri-Honda         | 1:28,503  | 1:28,222  | 1:28,442  | 8           |
| 9              | 31  | Esteban Ocon       | Alpine-Renault            | 1:28,752  | 1:28,574  | 1:28,647  | 9           |
| 10             | 99  | Antonio Giovinazzi | Alfa Romeo-Ferrari        | 1:28,899  | 1:28,616  | 1:28,754  | 10          |
| 11             | 3   | Daniel Ricciardo   | McLaren-Mercedes          | 1:28,216  | 1:28,668  | N/A       | 11          |
| 12             | 7   | Kimi Räikkönen     | Alfa Romeo-Ferrari        | 1:28,856  | 1:28,885  | N/A       | 12          |
| 13             | 14  | Fernando Alonso    | Alpine-Renault            | 1:28,944  | 1:28,920  | N/A       | 13          |
| 14             | 63  | George Russell     | Williams-Mercedes         | 1:28,926  | 1:29,054  | N/A       | 14          |
| 15             | 55  | Carlos Sainz, Jr.  | Ferrari                   | 1:28,237  | 1:53,652  | N/A       | 15          |
| 16             | 6   | Nicholas Latifi    | Williams-Mercedes         | 1:29,177  | N/A       | N/A       | 16          |
| 17             | 5   | Sebastian Vettel   | Aston Martin-BWT Mercedes | 1:29,198  | N/A       | N/A       | 17          |
| 18             | 18  | Lance Stroll       | Aston Martin-BWT Mercedes | 1:29,368  | N/A       | N/A       | 18          |
| 19             | 47  | Mick Schumacher    | Haas-Ferrari              | 1:29,464  | N/A       | N/A       | 19          |
| 20             | 9   | Nikita Mazepin     | Haas-Ferrari              | 1:30,473  | N/A       | N/A       | 20          |
| 107 %-gränsen: |     |                    |                           |           |           |           |             |
| Källor:        |     |                    |                           |           |           |           |             |

## Loppet
Lewis Hamilton vann loppet följt av Max Verstappen på andraplats och Valtteri Bottas på tredjeplats.

Mick Schumacher kolliderade med barriären i det tionde varvet varpå en säkerhetsbil utlöstes. Fyra varv senare utlöstes rödflagg. Loppet kom igång igen 19:15 svensk tid och strax efter start utlöstes ännu en röd flagga efter Nikita Mazepin kolliderat med George Russell. Även Sergio Pérez blev påkörd av Charles Leclerc och tvingades också bryta sitt lopp.
| Pos.                                                 | Nr. | Förare             | Konstruktör               | Varv | Tid/Bröt    | Grid | Poäng |
| ---------------------------------------------------- | --- | ------------------ | ------------------------- | ---- | ----------- | ---- | ----- |
| 1                                                    | 44  | Lewis Hamilton     | Mercedes                  | 50   | 2:06:15,118 | 1    | 261   |
| 2                                                    | 33  | Max Verstappen     | Red Bull-Honda            | 50   | +11,825s    | 2    | 18    |
| 3                                                    | 77  | Valtteri Bottas    | Mercedes                  | 50   | +27,531s    | 3    | 15    |
| 4                                                    | 31  | Esteban Ocon       | Alpine-Renault            | 50   | +27,633s    | 9    | 12    |
| 5                                                    | 3   | Daniel Ricciardo   | McLaren-Mercedes          | 50   | +40,121s    | 11   | 10    |
| 6                                                    | 10  | Pierre Gasly       | Alpha Tauri-Honda         | 50   | +41,613s    | 6    | 8     |
| 7                                                    | 16  | Charles Leclerc    | Ferrari                   | 50   | +44,475s    | 4    | 6     |
| 8                                                    | 55  | Carlos Sainz, Jr.  | Ferrari                   | 50   | +46,606s    | 15   | 4     |
| 9                                                    | 99  | Antonio Giovinazzi | Alfa Romeo-Ferrari        | 50   | +58,505s    | 10   | 2     |
| 10                                                   | 4   | Lando Norris       | McLaren-Mercedes          | 50   | +61,358s    | 7    | 1     |
| 11                                                   | 18  | Lance Stroll       | Aston Martin-BWT Mercedes | 49   | +77,212s    | 18   |       |
| 12                                                   | 6   | Nicholas Latifi    | Williams-Mercedes         | 49   | +83,249s    | 16   |       |
| 13                                                   | 22  | Yuki Tsunoda       | Alpha Tauri-Honda         | 49   | +1 varv     | 8    |       |
| 14                                                   | 14  | Fernando Alonso    | Alpine-Renault            | 49   | +1 varv     | 13   |       |
| 15                                                   | 7   | Kimi Räikkönen     | Alfa Romeo-Ferrari        | 49   | +1 varv     | 12   |       |
| 16                                                   | 5   | Sebastian Vettel   | Aston Martin-BWT Mercedes | 44   | DNF         | 17   |       |
| RET                                                  | 63  | George Russell     | Williams-Mercedes         | 14   | DNF         | 14   |       |
| RET                                                  | 11  | Sergio Pérez       | Red Bull-Honda            | 14   | DNF         | 5    |       |
| RET                                                  | 9   | Nikita Mazepin     | Haas-Ferrari              | 14   | DNF         | 20   |       |
| RET                                                  | 47  | Mick Schumacher    | Haas-Ferrari              | 8    | DNF         | 19   |       |
| Snabbaste varvet: Lewis Hamilton, Mercedes, 1:30,734 |     |                    |                           |      |             |      |       |
| Källor:                                              |     |                    |                           |      |             |      |       |

Noter
- ^1  – Inkluderar en extra poäng för snabbaste varv.

## Ställning i mästerskapet efter loppet
| Pos.  | Förare          | Poäng |
| ----- | --------------- | ----- |
| 1 ▬   | Max Verstappen  | 369,5 |
| 2 ▬   | Lewis Hamilton  | 369,5 |
| 3 ▬   | Valtteri Bottas | 218   |
| 4 ▬   | Sergio Pérez    | 190   |
| 5 ▲ 1 | Charles Leclerc | 158   |

| Pos. | Konstruktör      | Poäng |
| ---- | ---------------- | ----- |
| 1 ▬  | Mercedes         | 587,5 |
| 2 ▬  | Red Bull-Honda   | 559,5 |
| 3 ▬  | Ferrari          | 307,5 |
| 4 ▬  | McLaren-Mercedes | 269   |
| 5 ▬  | Alpine-Renault   | 149   |

- Notering: Endast de fem bästa placeringarna i vardera mästerskap finns med på listorna.